# Arbetartidning
En arbetartidning är en tidning med anknytning till en arbetarrörelse. Det kan också vara en medlemstidning för ett fackförbund.
I Sverige var A-Pressen en koncern av socialdemokratiska arbetartidningar. Även vissa partiorgan, bland andra Proletären, beskriver sig själva som arbetartidningar.